# Compañía de El Boleo

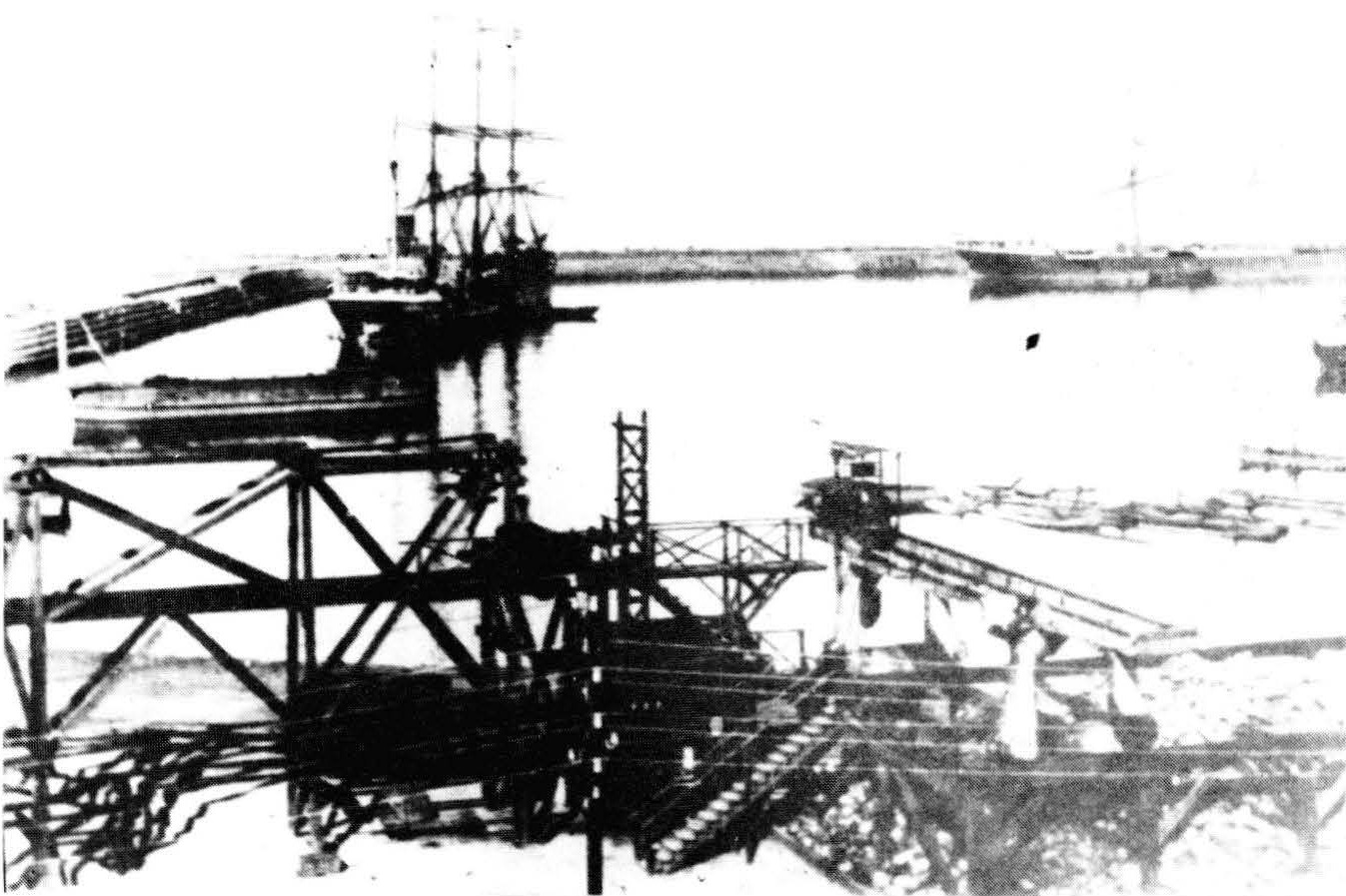
Barcos descargando en El Boleo (1926)

La Compañía de El Boleo (nombre original en francés: Compagnie du Boléo), es una empresa minera creada en 1885 por el banco francés Mirabaud et Cie, que explotó los ricos yacimientos de cobre de Santa Rosalía (Baja California Sur), México, entre 1885 y 1954. Cotizó en el Euronext Paris.

## Historia

### Contexto
Los yacimientos de cobre del Boleo fueron descubiertos en 1868 por un ganadero mexicano, de nombre José Rosas Villavicencio. La empresa mexicano-alemana de Carlos Eisenman y Eustaquio Valle se instaló en 1872 para explotarlos, creándose en 1878 la empresa “El Progreso”, posteriormente rebautizada como “El Boleo”. Poco después, un joven ingeniero francés, Georges de la Bouglise, se interesó por el yacimiento. Accionista y presidente desde 1881 de la  Sociedad Anónima de las Minas de Lexington, también era titular de una veta de plata cercana a Butte (Montana), donde se identificaron grandes cantidades de cobre fácil de explotar. Para aprovechar el progreso tecnológico en el procesamiento del cobre, decidió realizar una investigación en México.
El informe geológico que escribió con Édouard Cumenge el 15 de diciembre de 1884 convenció al banco Mirabaud et Cie y al de la familia Rothschild para invertir masivamente en Baja California, al comprar la "Compañía de Boleo" con el fin de explotar tanto la parte superficial del yacimiento como la masa de mienral cuprífero existente en profundidad, con todas las infraestructuras necesarias.
La decisión se tomó en un momento en que el mercado mundial del cobre también se beneficiaba de los altos precios, porque estaba dominado por un cártel formado en torno a la empresa Río Tinto, la principal productora de cobre del mundo.
 En la Bolsa de Boston, la especulación hizo subir las acciones de Calumet et Hecla. Dos años después, otro grupo de franceses organizó el acaparamiento del cobre de 1887, pilotado por el industrial Eugène Secrétan y su Sociedad de Metales, la mayor operación especulativa hasta entonces en el mercado del cobre, y cuyo fracaso se saldaría con la quiebra de varias instituciones financieras.
El autor del estudio geológico de diciembre de 1884, Georges de la Bouglise, volvería a publicar nuevos descubrimientos esta vez en Chile, que se convertiría en el gigante mundial del cobre durante el siglo XX. En 1899 creó la Sociedad de Minas de Cobre de Catemu, con un capital de cinco millones de francos, con el fin de explotar yacimientos de cobre en Chile, menos ricos que el Boleo, pero de mayor tamaño, aprovechando los nuevos avances en la técnica de afinado. Para explotar el Catemu, los franceses construyeron el puerto de San Antonio, después de haber reconstruido el de Valparaíso.

### Yacimiento

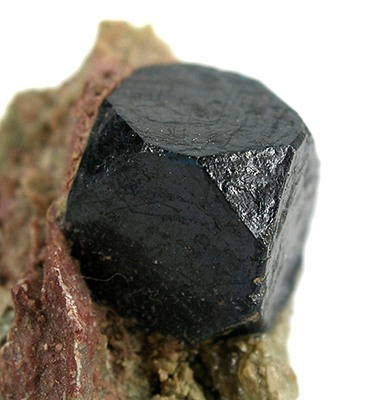
Cristal de boleíta

El yacimiento inicial está cerca del volcán de las Tres Vírgenes y de la antigua mina de plata de Santa-María. Rico al 15% en cobre, un contenido bastante excepcional, el mineral es una mezcla compleja de óxidos y sulfuros localizado en zonas sedimentarias de oxidación del cobre y sumergidas en agua de mar, a partir de la que se produce una reacción química entre los cloruros del agua salada con los sulfuros de plomo y de cobre.
La empresa tomó el nombre de El Boleo, o juego de bolas, porque el mineral de cobre, que adopta la forma de cristales cúbicos de un azul intenso, apareció en una ganga formada por otros minerales, de forma más o menos esférica, en una configuración denominada boleíta.
La buena calidad del cobre de El Boleo se debe a la ausencia de arsénico y antimonio en el proceso de refinación, facilitada por una fuerte oxidación natural. Durante el desarrollo del yacimiento, se venderá a los mismos precios que los muy buenos minerales de Chile, lo que sentó las bases de la fortuna de la empresa Anaconda Copper (posteriormente Codelco) en el siglo XX.

### Crecimiento de la población
La empresa minera de El Boleo obtuvo el 7 de julio de 1885 del presidente mexicano Porfirio Díaz un permiso de explotación por 50 años, en una concesión de 200 km², a cambio del compromiso de emplear mexicanos y de construir una ciudad en medio del desierto de Baja California Sur. La mano de obra mexicana, compuesta por prisioneros indios yaquis durante el primer año, tardó en trasladarse al emplazamiento de la mina. En la década de 1890, la empresa contrató a su propio jefe de policía, Grancer, quien dependía del gerente de la mina, Charles Laforgue. Al principio, el agua se racionó a un balde por familia y día, porque había que canalizarla. Se tenía que pagar, lo que se denunció el 19 de mayo de 1899 en una carta abierta publicada por un diario de Mazatlán, el Correo de la Tarde, en la que se exhortaba a los mexicanos a no emigrar a la mina, por la mortalidad que provocaban las enfermedades. Poco después, se incrementó la ración de agua y se establecieron servicios médicos gratuitos por parte de la Compañía. El médico griego Diamant Hadji-Mihaloglou se hizo cargo del hospital construido por los franceses, antes de regresar a Francia.
La Compañía proporcionó varias otras infraestructuras públicas, permitiendo el nacimiento de la ciudad de Santa Rosalía. Poseía terrenos agrícolas, incluyendo una pequeña meseta, a 100 metros sobre el nivel del mar, sobre los que se construyó un hotel y una casona con veinte apartamentos para sus empleados, un almacén general de alimentos y un almacén industrial para repuestos y material. En los talleres del ingeniero Bibiano Duclos se construyó una iglesia con una estructura totalmente de hierro (la iglesia de Santa Bárbara), importada de Francia. Un espacio entre las dos paredes del edificio permite la circulación del aire para rebajar su temperatura interior.
La población de Santa Rosalía aumentó rápidamente, para pasar de 4000 habitantes en 1887 a 8269 personas tres años después, incluidos 200 franceses. Pero al poco tiempo quedó diezmada por la fiebre amarilla, el cólera, la tuberculosis y la fiebre tifoidea, que provocaron 1209 muertes en tres años, reduciendo la población a 6568 personas en 1905. En 1903, la Compañía intentó traer a 2000 empleados japoneses, pero solo se quedaron 50 de los primeros 500 que llegaron. Otro grupo de 432 japoneses finalmente se estableció de forma permanente, mientras que 3000 chinos se unieron a ellos. En 1910, en su apogeo, el pueblo tenía 10 172 habitantes, incluidos 4100 trabajadores mineros.

### Crecimiento industrial
La Compañía de El Boleo fue durante mucho tiempo el único productor importante de cobre en México. Entre 1890 y 1899 ocupó la primera posición en el país, pasando al segundo lugar después del descubrimiento de la enorme mina de Cananea a cielo abierto, en el estado de Sonora. En El Boleo, hacia 1906, la longitud de las galerías totalizaba 130 km, a profundidades comprendidas entre 50 y 150 m. La producción se quintuplicó en diez años, pasando de 56 199 tm en 1896 a 261 000 tm en 1905. En 1910 llegó incluso a las 366 000 tm, récord que volvería a igualarse en 1913, y que permitió producir 13 000 tm de cobre puro.
Su excelente localización, la buena calidad del mineral y su proximidad al mar permitieron que el procesado del metal se realizara junto a las minas. La empresa construyó cinco altos hornos, produciendo briquetas de 25 kilos de cobre puro que se exportaban a Europa. Se construyó un puerto artificial para importar coque desde Alemania e Inglaterra en veleros que luego continúan su viaje hacia el norte de California, donde cargaban trigo con destino a Europa. Para accionar sus hornos utilizaba 4 máquinas de vapor y una planta eléctrica central, que a su vez distribuía corriente a 1500 lámparas, lo que permitía que Santa Rosalía fuese la segunda ciudad de México en haber sido electrificada, después de Ciudad de México.
La revolución mexicana de 1910 implantó una legislación social más exigente. La Gran Depresión, así como el endurecimiento fiscal de 1935 en México, llevaron a la empresa a desaparecer en 1938, para volver a la actividad en 1954. El gobierno mexicano, a través de su "Comisión de Fomento Minero", se hizo cargo de la explotación durante treinta años, creando la CMSRSA (Compañía Minera Santa Rosalía). El cierre de las minas se decidió en 1984, cuando el precio del cobre cayó en el mercado mundial, decisión reforzada por la obsolescencia del proceso de minería utilizado.
La reapertura tuvo lugar en 2011, después de que los precios del cobre se dispararan en el mercado mundial: el depósito de Boleo fue absorbido por una empresa canadiense, encabezada por el estadounidense Michel F. Shaw.

### Crecimiento financiero
La empresa no repartió dividendos hasta 1894. Dieciocho años después de su creación, registró un beneficio neto de 3,47 millones de francos en el año 1903, frente a 1,75 millones de francos en 1902, lo que supuso casi el doble. Teniendo en cuenta la depreciación, que alcanzó los 2,35 millones de francos, el beneficio bruto fue de 5,82 millones de francos. La compañía rescató los bonos aún en circulación y pagó un dividendo de 100 francos por acción, que aumentó a 200 francos poco después. El capital de 12 millones de francos, dividido en 24 000 acciones de 500 francos, aumentó a 24 millones de francos en 1925, habiendo tenido lugar una ampliación de capital en 1923. En 1953 alcanzó los 72 millones de francos de capitalización.
El Boleo se convirtió rápidamente en uno de los valores más cotizados de la Bolsa de París, con un precio que se multiplicó por diez en veinte años. La acción alcanzó los 1385 francos en 1895, aunque luego volvió a los 1200 francos en 1903. Su precio medio se situó en 2818 francos en 1905, antes de subir a francos 4925 en 1906, poco antes del crac de 1907. El precio medio se mantuvo entonces en 3827 francos en 1910, es decir, siete veces y media su nivel cuando se creó la empresa. La facturación alcanzó las 380.000 libras esterlinas en 1912, justo antes del pico de producción de 1913.

### Personas clave
El ingeniero francés Édouard Cumenge fue el primer director general, desde 1885 hasta 1895, secundado por Léon Diguet. Otro ingeniero de minas francés, Pierre Theuriot, llegó en 1890 para sucederlo como ingeniero jefe de minas de la Compagnie du Boléo entre 1894 y 1904, antes de convertirse en director general de la Compañía de Minas de La Lucette, otra empresa controlada por el banco Mirabaud et Cie.
El joven ingeniero Georges de la Bouglise, cofundador de la empresa comercializadora del velocípedo, realizó los primeros estudios geológicos. Posteriormente viajaría a Chile para trabajar en la Sociedad de Minas de Cobre de Catemu, yacimientos precursores de las grandes operaciones iniciadas en Chuquicamata en la década de 1910.